# Frank Hadlow

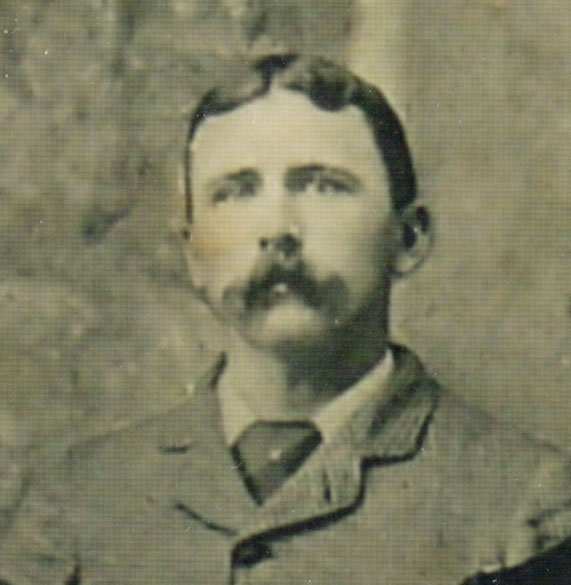
Retrato de Frank Hadlow, alrededor de 1870.

Patrick Francis „Frank“ Hadow (Regents Park, Inglaterra, 24 de enero de 1855-Bridgwater, 29 de junio de 1946) fue un tenista inglés.
Hadow ganó en la final del Campeonato de Wimbledon de 1878 a Spencer Gore en 3 sets, 7:5, 6:1 y 9:7. Tras esta victoria nunca volvió a jugar en Wimbledon. En 1879 se le daba por finalista, dado que gracias a la regla del Challenge Round estaba clasificado para la final. En la final de 1879 no jugó el sino John Hartley contra Vere St. Leger Goold. 
Hadow residía en Ceylon, lo que hoy es Sri Lanka, y jugaba los partidos de Wimbledon como actividad durante sus vacaciones. Más tarde también fue famoso por sus cacerías en África.